# Barbara Mettler
Barbara Mettler, née le 30 juin 1971, est une fondeuse suisse.